# Mazatitla
Mazatitla är en ort i Mexiko.   Den ligger i kommunen Tlatlaya och delstaten Mexiko, i den södra delen av landet, 140 km sydväst om huvudstaden Mexico City. Mazatitla ligger 902 meter över havet och antalet invånare är 127.
Terrängen runt Mazatitla är kuperad åt sydväst, men åt nordost är den bergig. Runt Mazatitla är det ganska glesbefolkat, med 47 invånare per kvadratkilometer. Närmaste större samhälle är San Mateo, 7,0 km nordväst om Mazatitla. I omgivningarna runt Mazatitla växer huvudsakligen savannskog.